# 岩代町
岩代町（いわしろまち）は、福島県にあった町である。富士山の見える北限の日山のある町である。2005年12月1日に二本松市、安達町、東和町と新設合併し、二本松市となった。

## 地理
町の東部には日山(1,058m)、町の北部には麓山 (897m) がある。

## 歴史
- 1955年（昭和30年）1月1日 - 小浜町、新殿村、旭村と、太田村の一部（上太田の一部。同日小浜町に編入）が合併し、岩代町となる。

町の歴史とは関係ないが、伊達政宗が幼い頃、居城としていた小浜城が存在する。今は城跡となり、跡地に小規模な公園がある。

## 交通
二本松市から福島県太平洋側の浜通りに抜ける国道459号の途中にある。町の東部では国道349号が南北に通る。JRバス東北、福島交通のバスが運行している。

## 教育
- 福島県立安達東高等学校
- 小浜中学校
- 岩代中学校
- 小浜小学校
- 新殿小学校
- 旭小学校
- 岩代町図書館